# Procesul orbitar al osului palatin
Procesul orbitar al osului palatin (Processus orbitalis ossis palatini) este o apofiză a osului palatin ce se află la partea antero-superioară și laterală a lamei perpendiculare a osului palatin, înaintea scobiturii sfenopalatine. Are o formă cuboidală cu trei fețișoare articulare (maxilară, etmoidală și sfenoidală) și două fețișoare nearticulare (orbitară și pterigopalatină), și înconjoară sinusul aerian al procesului orbitar. 
- Fețișoarele articulare se articulează cu oasele sfenoid, etmoid și maxilar.

- Fețișoara posterioară (sfenoidală) se articulează cu osul sfenoid, este îndreptată în sus și postero-medial, pe ea se află deschiderea sinusului aerian al procesul orbitar, care comunică de obicei cu sinusul sfenoidal, și este completat de concha (cornetul) sfenoidului.
- Fețișoara medială (etmoidală) este îndreptată antero-medial și se articulează cu labirintul osului etmoidal.
- Fețișoara anterioară (maxilară) este alungită, și este îndreptată în jos și antero-lateral, se articulează cu maxila.

- Sinusul aerian al procesul orbitar, comunică cu celulele etmoidale posterioare, mai rar cu sinusul sfenoidal.
- Fețișoarele nearticulare nu se articulează cu alte oase.

- Fețișoara superioară (orbitară) este triangulară, îndreptată supero-lateral și ia parte la formarea părții posterioară a  podelei orbitei.
- Fețișoara laterală (pterigopalatină) este alungită, și este orientată  spre peretele medial al fosei pterigopalatine, luând parte la formarea acestui perete.

- Fețișoara pterigopalatină este separată de fețișoara orbitară de o magine rotunjită care formează partea medială a marginei inferioare a fisurei orbitare inferioare.